# 永胜镇 (哈尔滨市)
永胜镇，是中华人民共和国黑龙江省哈尔滨市双城区下辖的一个镇，位于双城区北部，东部与哈尔滨市道里区太平镇接壤。
2014年11月11日，黑龙江省民政厅批复同意撤销永胜乡，设立永胜镇。

## 行政区划
永胜镇下辖以下地区：
永乐村、胜强村、兴业村、永强村、太宁村、永兴村、永胜村、建乡村和乐乡村。